# Haploclastus nilgirinus
Haploclastus nilgirinus là một loài nhện trong họ Theraphosidae.
Loài này thuộc chi Haploclastus. Haploclastus nilgirinus được Mary Agard Pocock miêu tả năm 1899.